# 129167 Dianelambert
129167 Dianelambert è un asteroide della fascia principale. Scoperto nel 2005, presenta un'orbita caratterizzata da un semiasse maggiore pari a 2,7392611 UA e da un'eccentricità di 0,0464391, inclinata di 2,76214° rispetto all'eclittica.